# 宮崎大学
宮崎大学（みやざきだいがく、英語: University of Miyazaki）は、宮崎県宮崎市学園木花台西1-1に本部を置く日本の国立大学。1949年創立、2003年大学設置。大学の略称は宮大（みやだい）。

## 概要

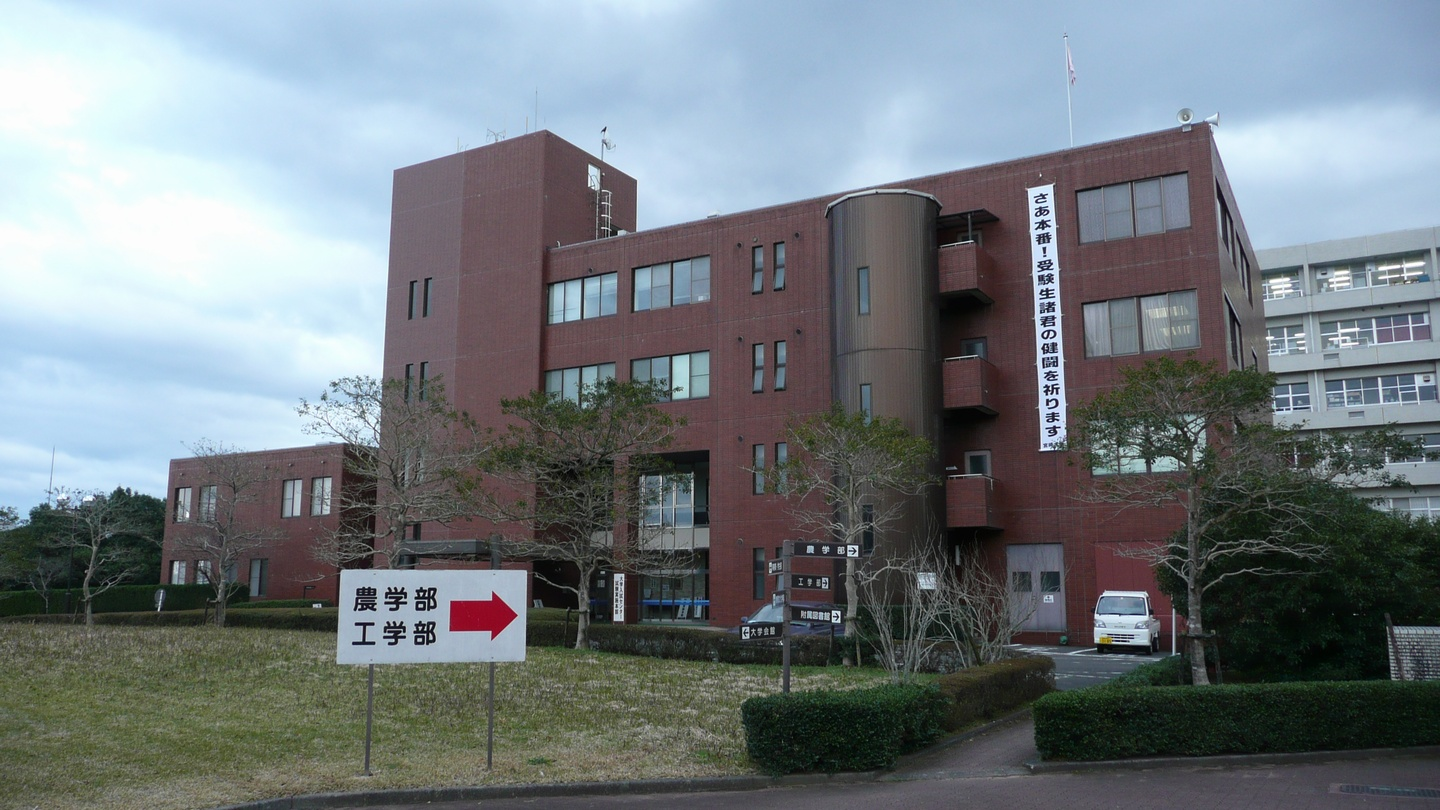
事務局（木花キャンパス）

1949年（昭和24年）に設置の旧宮崎大学と1974年（昭和49年）設置の旧宮崎医科大学が統合し、2003年（平成15年）10月に誕生した。教育学部（教育文化学部）、農学部、工学部、地域資源創成学部は木花キャンパス（宮崎市学園木花台西、北緯31度49分51.6秒 東経131度24分45.3秒）、医学部は清武キャンパス（宮崎市清武町、北緯31度50分25.6秒 東経131度23分53.7秒）にある。スローガンは「世界を視野に、地域から始めよう」、学長は池ノ上克。
旧宮崎大学の前身となる旧制専門学校および師範学校の校地は宮崎市中心部の各所に点在していた。このため、旧宮崎大学は1972年8月にキャンパスの移転・統合を決定し、1980年代後半に宮崎学園都市の主要施設として宮崎市南部の木花地区に移転・統合した。
2003年10月、旧宮崎大学と旧宮崎医科大学が統合し、新「宮崎大学」となる。
2016年（平成28年）4月の新学部「地域資源創成学部」の設置、および教育文化部の改組（教育学部への改称）、農学部増員、工学研究科の改組が申請されており、2015年（平成27年）8月に認可された。

## 歴史

### 教育学部

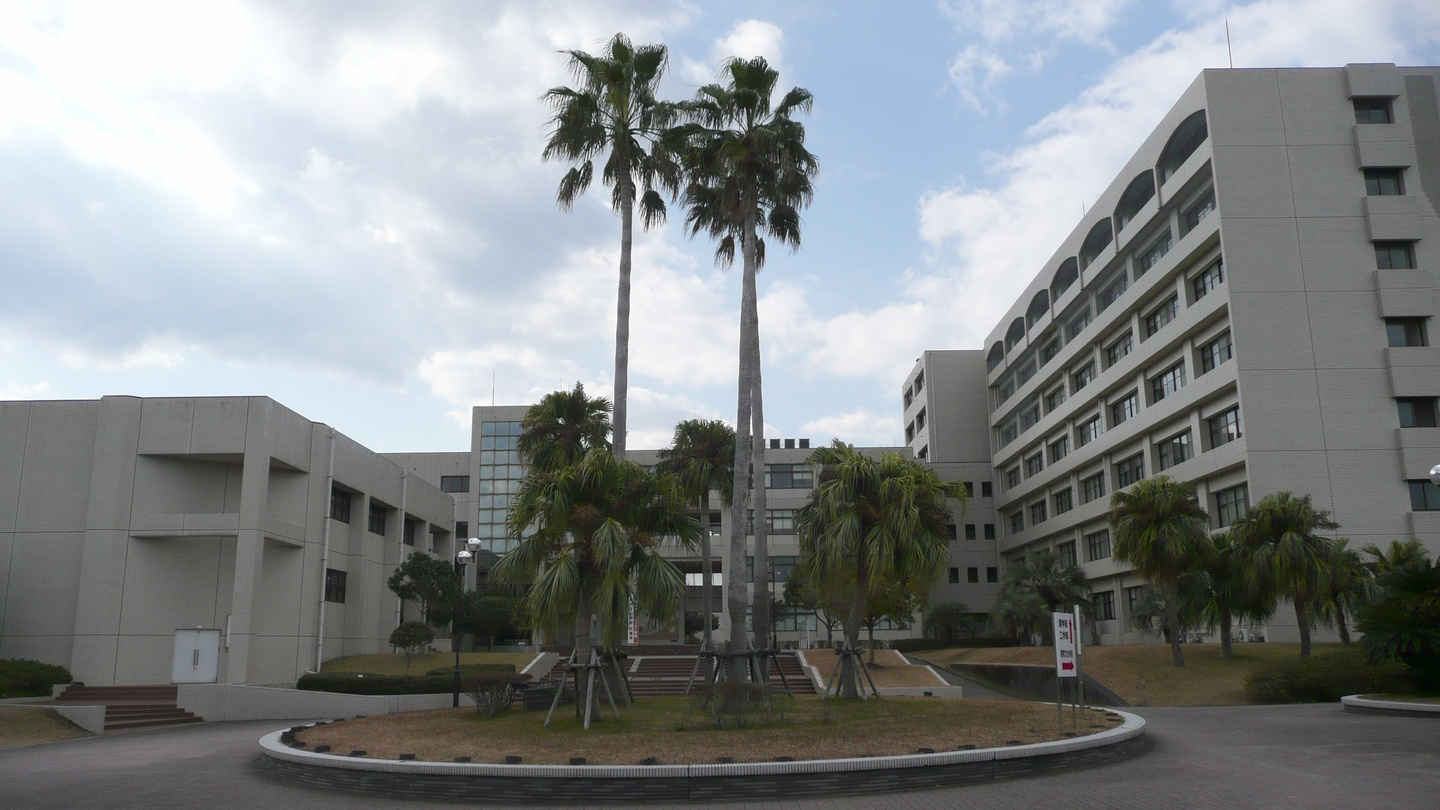
教育学部講義棟

教育学部の直接のルーツは、旧制の宮崎師範学校と宮崎青年師範学校に求められる。これらの学校はさらに、1884年（明治17年）設立の宮崎県尋常師範学校と1922年（大正11年）設立の宮崎県実業補習学校教員養成所までその淵源を辿ることができる。
戦後の学制改革の中で、1949年、宮崎師範学校と宮崎青年師範学校を基に宮崎大学に学芸学部が設置された。1966年（昭和41年）、学芸学部は教育学部に改称。さらに1999年（平成11年）には教員養成を主な目的としない（いわゆるゼロ免課程の）地域文化課程・生活文化課程・社会システム課程の3課程が設置され、学部名を「教育文化学部」に改称。2008年（平成20年）に地域文化課程・生活文化課程・社会システム課程が統合の上、人間社会課程が設置された。大学院は、1994年（平成6年）に教育学研究科が設置（修士課程）され、2008年（平成20年）には教職大学院（専門職学位課程）として、教職実践開発専攻が設置された。
2016年（平成28年）4月の改組が認可され、人間社会課程の募集を停止し、学部名を「教育学部」に改称した上で、教員養成に特化することとなる。

### 農学部

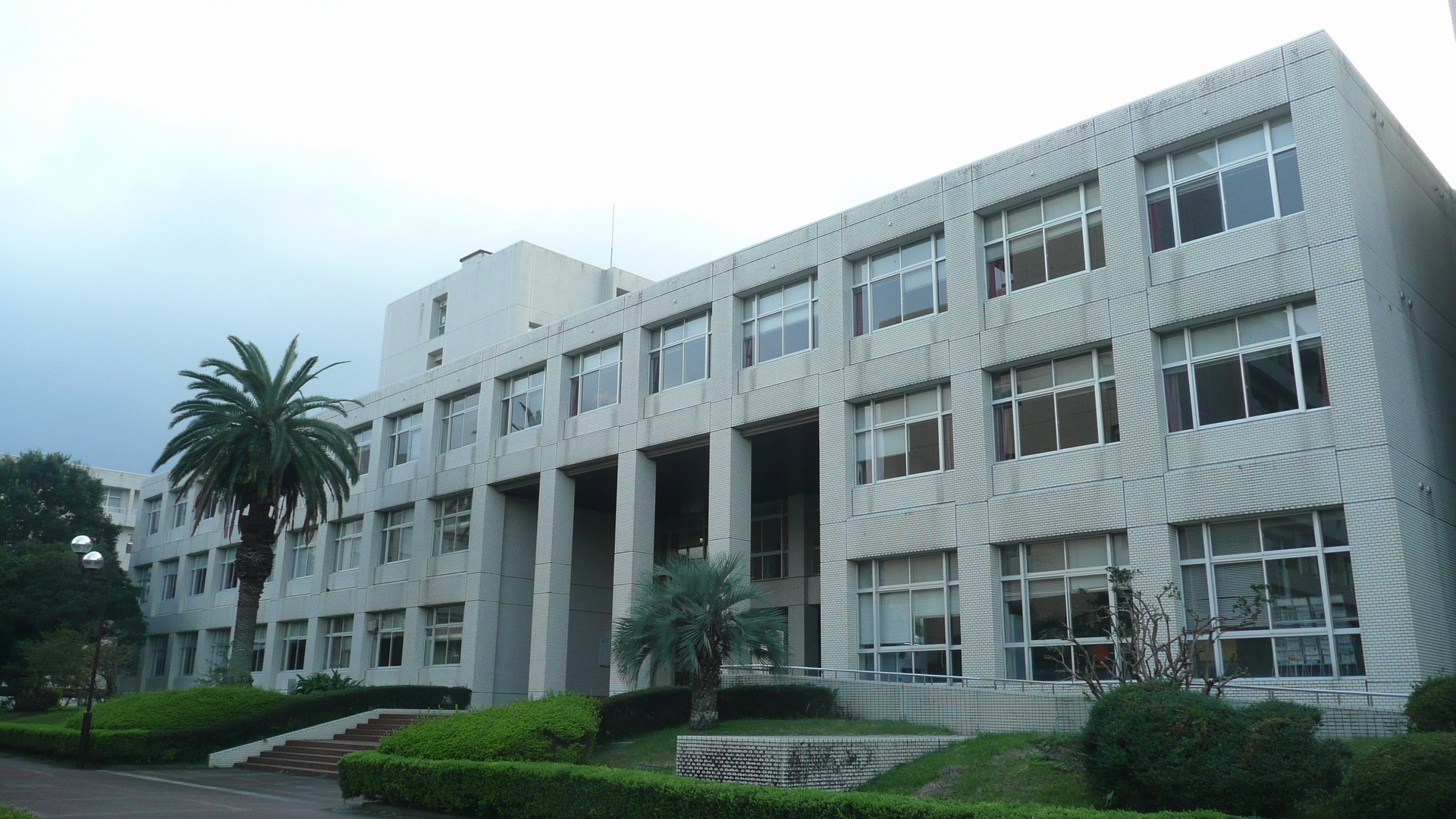
農学部講義棟

農学部のルーツは、旧制の宮崎農林専門学校さらに遡って1924年（大正13年）設立の宮崎高等農林学校がルーツである。この宮崎農林専門学校を母体に1949年、宮崎大学に農学科、林学科、畜産学科、獣医学科、農業化学科をもつ農学部が設置された。
2年後の1951年にはこの農学部に水産学科（現・海洋生物環境学科）が、1971年に草地学科が、1953年には、総合農学科が開設されている。
1989年度に獣医学科はそのままに、農学科、林学科、畜産学科、農業化学科、水産増殖学科、農業工学科、草地学科の7学科を改組し、農林生産学科、生物資源利用学科、動物生産学科の3学科に再編し、4学科体制に変更した。
2000年度に獣医学科はそのままに、農林生産学科、生物資源利用学科、動物生産学科の3学科を改組し、食料生産科学科、生物環境科学科、地域農業システム学科、応用生物科学科に再編し、5学科に変更。
2009年度に学部改組し、獣医学科はそのままに、他4学科を食料生産科学科、生物環境科学科、地域農業システム学科に再編し、4学科で構成。
大学院農学研究科は、1956年（昭和31年）4月に、農学専攻科を設置（農学、林学、畜産学、獣医学、農業化学、水産学）しており、1967年（昭和42年）に宮崎大学の中ではいちばん早く大学院（修士課程）が設置されている。
2007年には、農学・工学を連携・融合させた農学工学総合研究科(博士後期課程)を設置し、2010年には、医学・獣医学を連携・融合させた医学獣医学総合研究科(博士課程)を設置した。
1988年（昭和63年）から、九州内のいくつかの大学とともに鹿児島大学大学院連合農学研究科（博士課程）に参加し、1990年（平成2年）には、獣医学科を設置する周辺大学とともに山口大学大学院連合獣医学研究科（博士課程）に参加したが、2007年度より農学工学総合研究科（博士後期課程）の設置に伴い鹿児島大学大学院連合農学研究科から離脱、2010年度より医学獣医学総合研究科（博士課程）の設置に伴い山口大学大学院連合獣医学研究科から離脱した。

### 工学部

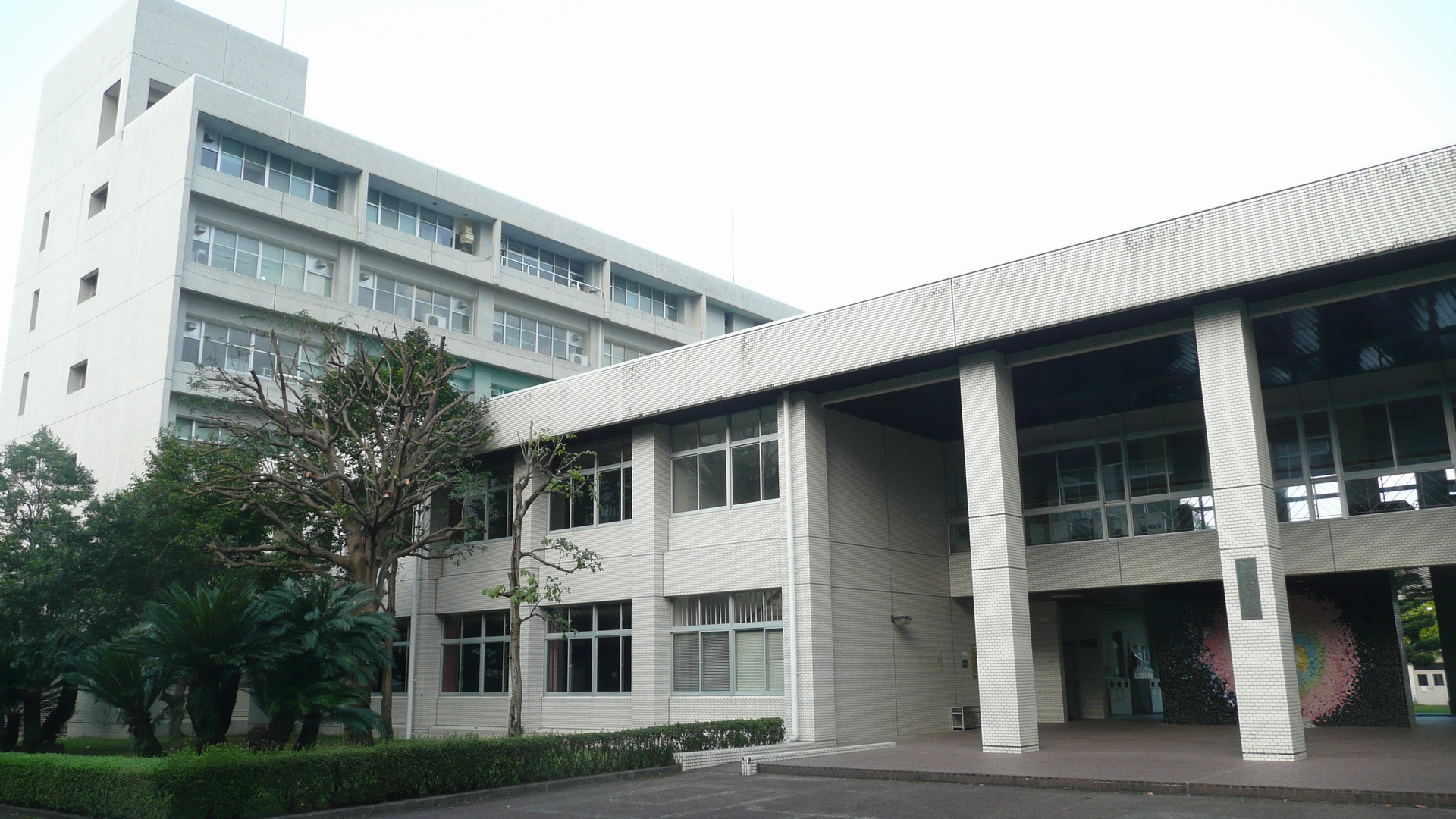
工学部講義棟

1944年（昭和19年）2月に宮崎県高等工業学校として設立し、同年8月に改称した宮崎県工業専門学校が、工学部のルーツである。1949年に宮崎大学工学部として学芸学部や農学部と同時に設置された。
学科は機械工学科・工業化学科・土木工学科の3学科。
1951年に電気工学科設置、1966年に応用物理学科設置、1986年に電子工学科設置、1990年に情報工学科を開設し、7学科制となる。
1992年4月に学部改組が行われ，物質工学科、電気電子工学科、土木環境工学科、機械システム工学科、情報工学科5学科となる。
2009年4月に学部改組が行われ，材料物理工学科、物質環境化学科、電気電子工学科、土木環境工学科、機械システム工学科、情報システム工学科の6学科とする。
大学院工学研究科は、1959年の工業化学専攻から1970年に応用物理学専攻まで、工学専攻科を設置していたが、1976年（昭和51年）に修士課程（1997年より博士前期課程）が、1996年（平成8年）に博士後期課程が設置されていた。
2007年博士後期課程は農学工学総合研究科設置に伴い廃止された。これに伴い、博士前期課程はまた修士課程となった。

### 医学部
医学部は、1974年（昭和49年）設立の宮崎医科大学がそのルーツである。設置の前年1973年（昭和48年）に、創設準備室が宮崎大学内に設置されていた。いわゆる一県一医大構想によって作られた大学である。1977年（昭和52年）に附属病院が、1980年（昭和55年）に大学院医学研究科（博士課程）が設置された（修士課程は2003年に設置）。博士課程は2010年の医学獣医学総合研究科設置に伴い廃止となり、修士課程は医科学看護学研究科へ改称された。
2003年（平成15年）全国的な大学統合の流れの中で、宮崎大学と統合し宮崎大学医学部となったが、部活動などは旧宮崎大学と統合されず、そのまま存続するものがほとんどだった。
2005年度の入学試験からは地元枠を設け、地元宮崎県出身者約10人が入学した。

### 地域資源創成学部
2016年（平成28年）に設置。地域経済活性化と地域振興を実現する人材の育成を目的とする。

## 特色

### 農学部
応用生物科学科がJABEE認定を受けている。
同窓会の名誉会長に、自民党旧江藤亀井派会長であった江藤隆美が、長年の会長職在任を経て、就任している。

### 工学部
日本技術者教育認定機構 (JABEE) 認定に力を入れており、2005年度までに土木環境工学科、物質環境化学科、電気電子工学科、機械システム工学科、情報システム工学科（情報システム専修コースのみ）で認定を受け、2010年度に材料物理工学科も認定を受けた。他学科についても認定有効期間を更新しており、この時点のすべての学科がJABEE認定されている。
土木環境工学科から改組した社会環境システム工学科は、建設構造、環境制御、環境計画の3つの分野が協力し研究を行っており、宮崎県内で高い知名度を誇る学科である。学科の教育プログラムであるARCHは土木環境工学科時代の2003年度（平成15年度）にJABEE認定がなされ、修了・卒業後の技術士資格獲得に際して非常に有利となる。

### 医学部
全国的に進級が厳しい医学部として知られており、1学年38人もの留年生を出した年もある。現在は緩和されたものの留年者は各学年とも毎年のように15人程度出ており依然として進級は厳しいといえる。また、すべての単位が取り消されるという単位取り消し型の留年方式を取っているため、留年した年もすべての講義に出席しなくてはならなかったが、2005年度の2年生からは単位制が導入された。なお、ここ数年でこれらの印象は薄まり、4年以上の臨床科目は卒業試験も含めて落第者がいないとされる（2005年度4年留年生は5名）。
2006年の入試から推薦入学を実施。宮崎県内の高校出身者による地域枠と一般枠とからなる。

## 組織

### 学部・学科
- 教育学部

（2015年（平成27年）4月教育文化学部入学生まで適用）
- 学校教育課程 - 教員養成を目的とし、教員免許取得を卒業要件とする。
  - 初等教育コース
  - 中学校教育コース
  - 特別支援教育コース（旧:障害児教育コース）

- 人間社会課程 - ゼロ免課程。教員免許取得を卒業要件としていないが、必要な単位をそろえることで教員免許の取得が可能
  - 言語文化コース
  - 社会システムコース

（2016年（平成28年）4月入学生から適用）
- 学校教育課程
  - 小中一貫教育コース - 小学校主免専攻・中学校主免専攻
  - 教職実践基礎コース
  - 発達支援教育コース - 子ども理解専攻・特別支援教育専攻

- 農学部

2025年4月に学部改組が行われ，以下の通り農学科の1学科4コースと獣医学科になる予定。
- 農学科
  - 動植物資源生命科学コース（2024年度まで植物生産環境科学科及び畜産草地科学科）
  - 森林環境持続性科学コース（2024年度まで森林緑地環境科学科）
  - 海洋生命科学コース（2024年度まで海洋生物環境科学科）
  - 応用生命化学コース（2024年度まで応用生物科学科）- 応用生物化学領域、食品化学領域、生物工学領域、の三領域

- 獣医学科

2000年4月に学部改組が行われ，以下の通り農学科の6学科を設けられる。
- 植物生産環境科学科 - 植物環境領域（作物学・園芸学・応用昆虫学・植物学）生産環境領域（農業工学・農業経済学他）
- 森林緑地環境科学科
- 海洋生物環境科学科
- 畜産草地科学科
- 応用生物科学科 - 応用生物化学、微生物機能開発学、植物機能科学、食品科学、動物資源科学の各教育研究領域
- 獣医学科

- 工学部

2021年4月に学部改組が行われ，以下の通り1学科6プログラムとなる。2025年にプログラムが名称変更予定
- 工学科
  - 化学生命プログラム（旧名：応用物質化学プログラム）
  - 土木環境プログラム（旧名：土木環境工学プログラム）
  - 半導体サイエンスプログラム（旧名：応用物理工学プログラム）
  - 電気電子システムプログラム（旧名：電気電子工学プログラム）
  - 機械知能プログラム（旧名：機械知能工学プログラム）
  - 情報通信プログラム（旧名：情報通信工学プログラム）

2012年4月に学部改組が行われ，以下の通り7学科を設けられる。
- 環境応用化学科
- 社会環境システム工学科
- 環境ロボティクス学科
- 機械システム工学科
- 電子物理工学科
- 電気システム工学科
- 情報システム工学科

- 医学部
  - 医学科
  - 看護学科

- 地域資源創成学部（2016年（平成28年）4月設置）[2]
  - 地域資源創成学科
    - 地域産業創出コース
    - 地域創造コース
    - 企業マネジメントコース

### 研究科・専攻
- 教育学研究科
  - 教職実践開発専攻（教職大学院・専門職学位課程）
    - 教職実践高度化コース
    - 教科領域指導力高度化コース
    - 特別支援教育コース
- 看護学研究科
  - 看護学専攻（修士課程）
    - 研究者育成コース
    - 実践看護者育成コース
- 工学研究科
  - 応用物理学専攻（修士課程）（2015年（平成27年）4月入学生まで）
  - 物質環境化学専攻（修士課程）（同上）
  - 電気電子工学専攻（修士課程）（同上）
  - 土木環境工学専攻（修士課程）（同上）
  - 機械システム工学専攻（修士課程）（同上）
  - 情報システム工学専攻（修士課程）（同上）
  - 工学専攻（修士課程）（2016年（平成28年）4月入学生から）[2]
    - 環境系コース
    - エネルギー系コース
    - 機械・情報系コース
- 農学研究科
  - 生物生産科学専攻（修士課程）（募集停止）
  - 地域資源管理科学専攻（修士課程）（募集停止）
  - 森林草地環境科学専攻（修士課程）（募集停止）
  - 水産科学専攻（修士課程）（募集停止）
  - 応用生物科学専攻（修士課程）（募集停止）
  - 農学専攻（修士課程）
    - 植物生産環境科学コース
    - 森林緑地環境科学コース
    - 応用生物科学コース
    - 海洋生物環境科学コース
    - 畜産草地科学コース
    - 農学国際コース
- 地域資源創成学研究科
  - 地域資源創生学専攻（修士課程）
- 医学獣医学総合研究科
  - 医科学獣医科学専攻（修士課程）
    - 生命科学研究者育成コース
    - 高度医療関連技師・サービスイノベーション人材養成コース
    - 生命倫理コーディネーターコース

  - 医学獣医学専攻（博士課程）
    - 高度臨床医育成コース
    - 高度獣医師育成コース
    - 研究者育成コース
- 農学工学総合研究科
  - 資源環境科学専攻（博士後期課程）
    - 環境共生科学教育コース
    - 持続生産科学教育コース

  - 生物機能応用科学専攻（博士後期課程）
    - 生命機能科学教育コース
    - 水域生物科学教育コース

  - 物質・情報工学専攻（博士後期課程）
    - 新材料エネルギー工学教育コース
    - 生産工学教育コース
    - 数理情報工学教育コース

### 別科（農学部）
- 畜産別科
  - 畜産専修

### 附属施設

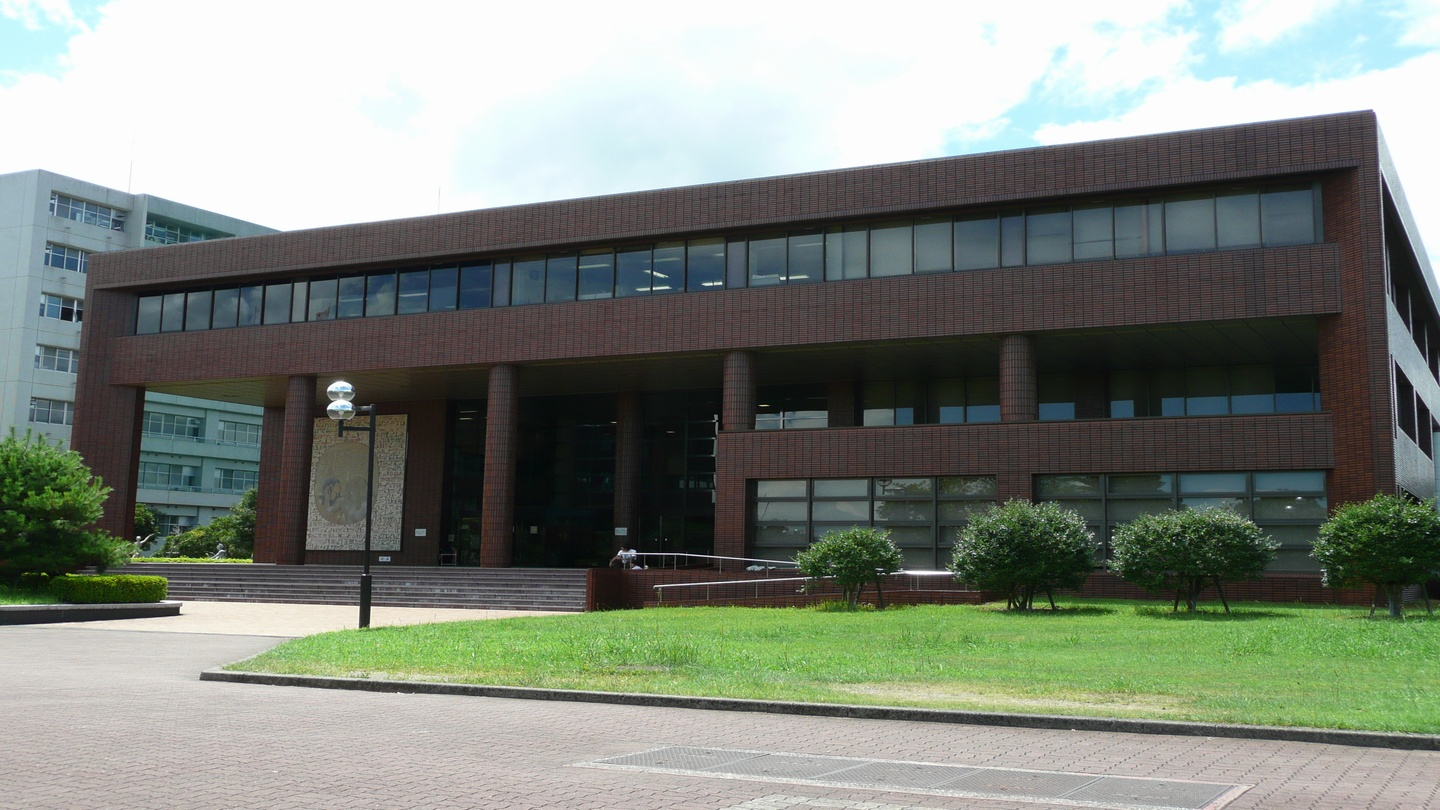
附属図書館（本館）

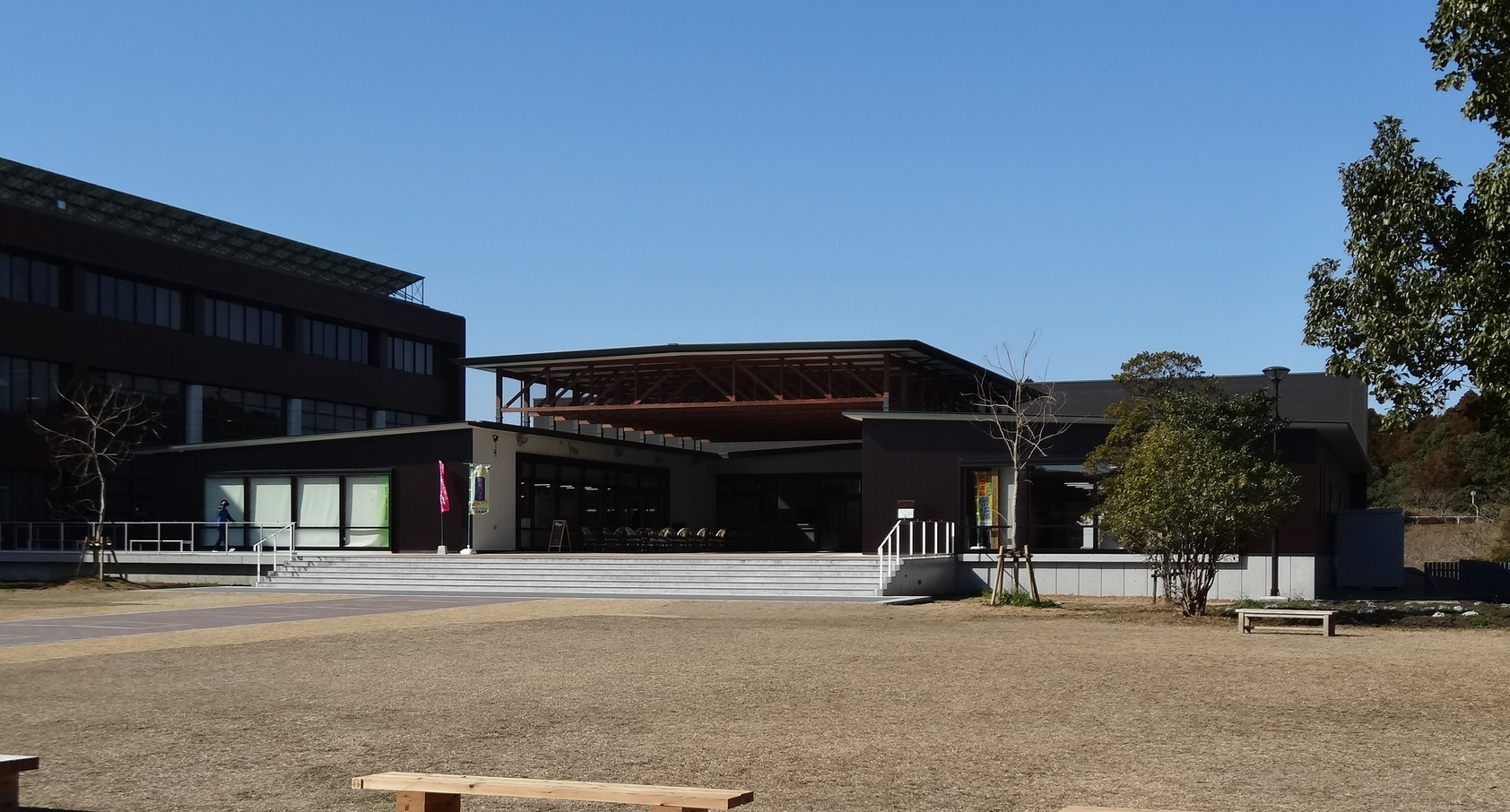
創立330記念交流会館（木花キャンパス）

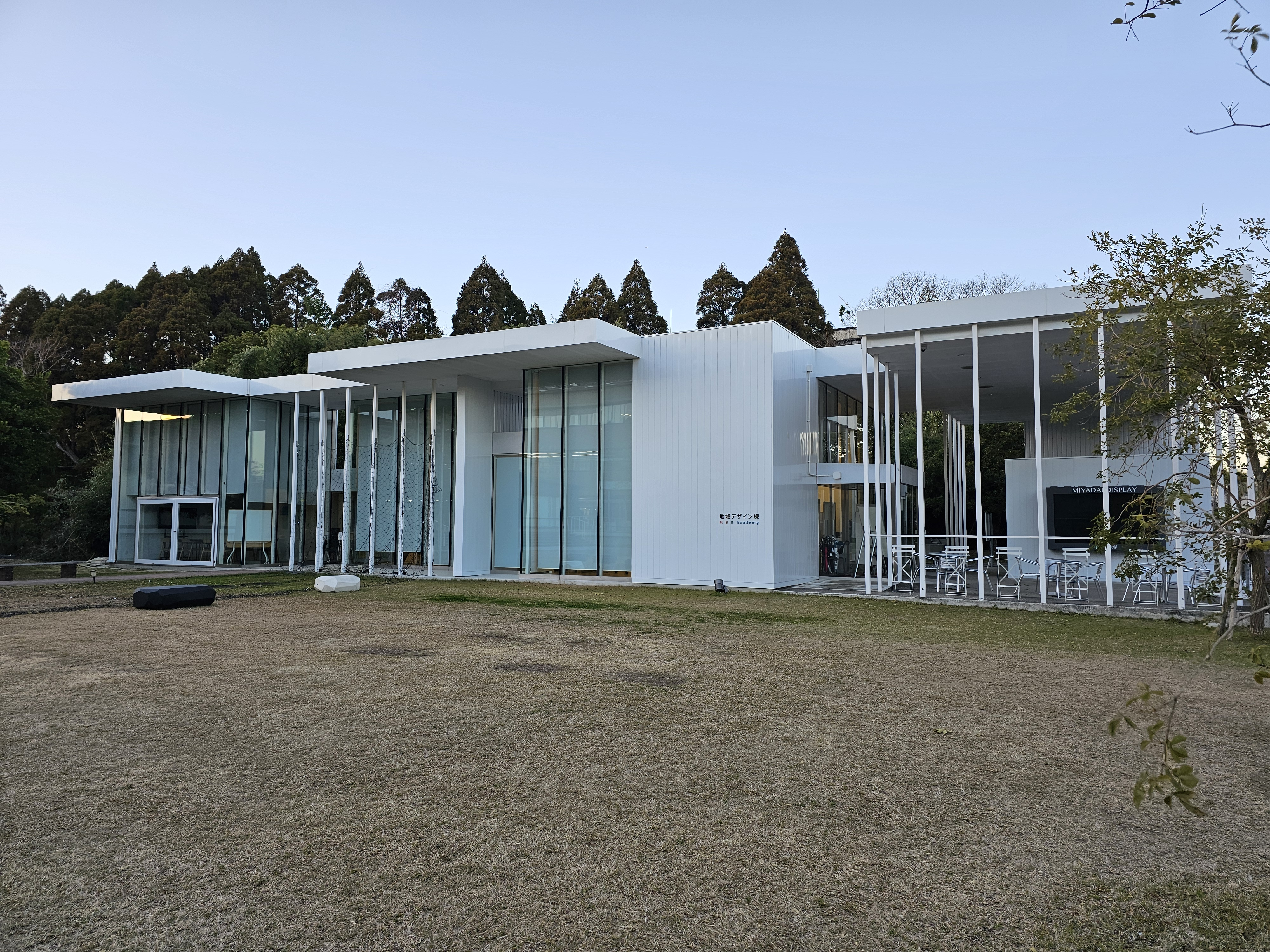
地域デザイン棟（木花キャンパス）

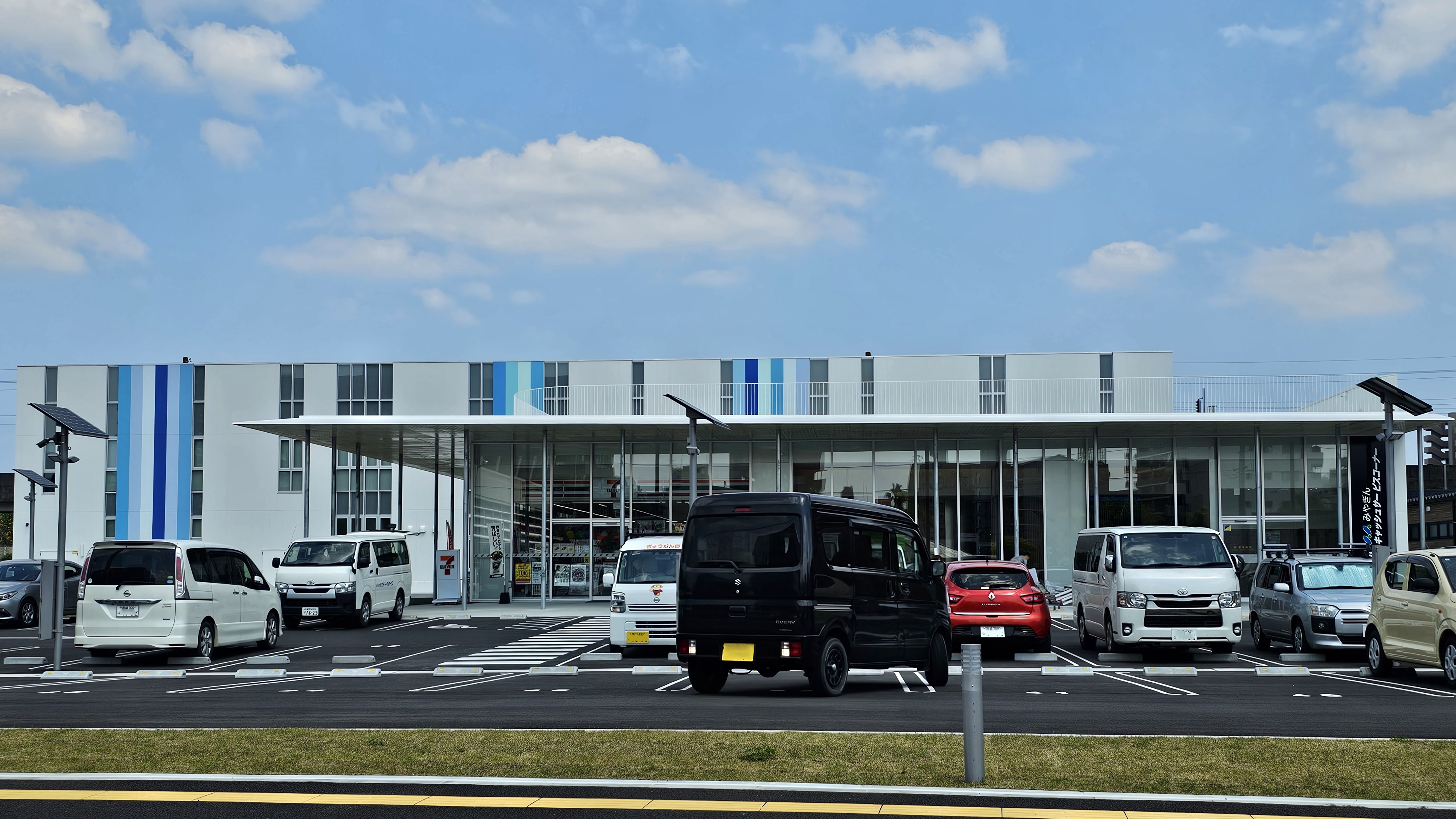
錦本町ひなたキャンパス

- 附属図書館
- 産学・地域連携センター
- 教育・学生支援センター
- 生涯学習教育研究センター
- フロンティア科学実験総合センター
- 情報基盤センター
- 大学教育研究企画センター
- 安全衛生保健センター
- 創立330記念交流会館
- 宮崎大学サテライト・オフィス

教育学部
- 教育学部附属教育実践総合センター
- 教育学部附属小学校
- 教育学部附属中学校
- 教育学部附属幼稚園

農学部
- 農学部附属動物病院
- 農学部附属農業博物館
- 農学部附属フィールド科学教育研究センター

医学部
- 医学部附属病院
- 医学部附属病院総合周産期母子医療センター
- 医学部附属病院歯科口腔外科橘通りクリニック

## 対外関係

### 他大学との協定

#### 国内大学
- 東海大学、南九州大学と「畜産基地を基盤とした大学間連携による家畜生産に関する実践型統合教育プログラム開発」の連携事業。
- 放送大学学園と単位互換協定を結んでおり、放送大学で取得した単位を卒業に要する単位として認定することができる[10]

#### 海外大学
国際交流協定締結校（2016年11月1日現在）
- アメリカ合衆国
  - カンザス州立大学
  - エヴァーグリーン州立大学
  - インディアナ大学-パデュー大学フォートウェイン校
  - トレド大学薬学部
  - ペンシルベニア州立インディアナ大学
- 中国
  - 南京農業大学
  - 上海交通大学
  - 青海大学
  - 西北農林科技大学
  - 長沙理工大学
  - 昆明医科大学
  - 温州医科大学
- 台湾
  - 開南大学
  - 東呉大学
  - 大葉大学
  - 国立屏東科技大学
  - 国立政治大学
- 韓国
  - 順天大学校
  - 嶺南大学校
  - 全北大学校
  - 慶北大学校
  - 培材大学校
  - 釜山外国語大学校日本語学部
- モンゴル
  - モンゴル国立大学
  - モンゴル国立医科学大学
- フィリピン
  - フィリピン大学
- マレーシア
  - マレーシア・プトラ大学
  - インフラストラクチャー大学クアラルンプール
- インドネシア
  - ブラウィジャヤ大学
  - ハサヌディン大学
  - ガジャマダ大学
  - アイルランガ大学
- ベトナム
  - ベトナム国立農業大学
  - ベトナム教育訓練省国際教育開発局
  - ベトナム農業・地域開発省水資源教育局水環境研究所
  - ノンラム大学
- タイ
  - カセサート大学
  - ソンクラ王子大学
  - モンクット王工科大学トンブリー校
  - トンブリラジャハット大学
  - チュラーロンコーン大学
- ミャンマー
  - ミャンマー保健省
  - ミャンマー科学技術省高等科学技術局
  - ミャンマー牧畜水産地域開発省水産局
  - ミャンマー牧畜水産地域開発省畜産繁殖獣医局
  - ミャンマー獣医科大学
  - パテイン大学
- インド
  - インド工科大学カンプール校
  - チャトラパティ・シャフジ・マハラジ医科大学
  - ニッテ大学
  - VIT大学
- スリランカ
  - ペラデニヤ大学
- ベルギー
  - リエージュ大学
- イタリア
  - カリアリ大学
- スロベニア
  - リュブリャナ大学
- トルコ
  - エルジエス大学
- エジプト
  - ベンハ大学
- ブラジル
  - サンパウロ大学農学部ルイス・デ・ケイロス校
- ウルグアイ
  - ウルグアイ共和国大学

## イベント

### 学園祭
宮崎大学の学園祭は清花祭（きよかさい、清武と木花の合成語）と称され、11月中旬の3日間に渡り開催される。2005年に旧宮崎大学の宮大祭と旧宮崎医科大学のすずかけ祭を統合して開始された。初日（金曜日）は旧宮崎大学時代から続くみこしパレードが宮崎市中心部の橘通りなどを練り歩く。2日目・3日目（土曜日・日曜日）は各キャンパスで模擬店や展示発表が行われる。最後は打ち上げ花火（木花キャンパス）で学園祭を締める。

## 交通アクセス
宮崎交通のバスを利用する。木花キャンパスの最寄りバス停は宮崎大学、清武キャンパスの最寄りバス停は大学病院前。宮崎駅・宮交シティからのバスは大きく分けて3経路が運行されているが、早朝の便を除きいずれも宮崎大学・大学病院前のバス停に停車する。
- 811木花台経由 宮崎駅-宮交シティ-南部病院前-木花-木花台2丁目-宮崎大学-大学病院前
- 822まなび野経由 宮崎駅-宮交シティ-南部病院前-まなび野センター-清武総合支所前-大学病院前-宮崎大学
  - 821番は大学病院前止まり（平日早朝1本のみ）
- 832清武経由 宮崎駅-宮交シティ-産経大入口-清武駅前-大学病院前-宮崎大学
  - 835番は大学病院前から宮崎大学の間に熊野-木花台2丁目を経由

所要時間は宮崎駅から40～55分、宮交シティから25～40分。
鉄道駅からは、木花キャンパスへは日南線木花駅より2.2km、清武キャンパスへは日豊本線清武駅より2.8kmの距離となる。

## 不祥事

### 存在しないセクハラの「でっち上げ」による教員への処分

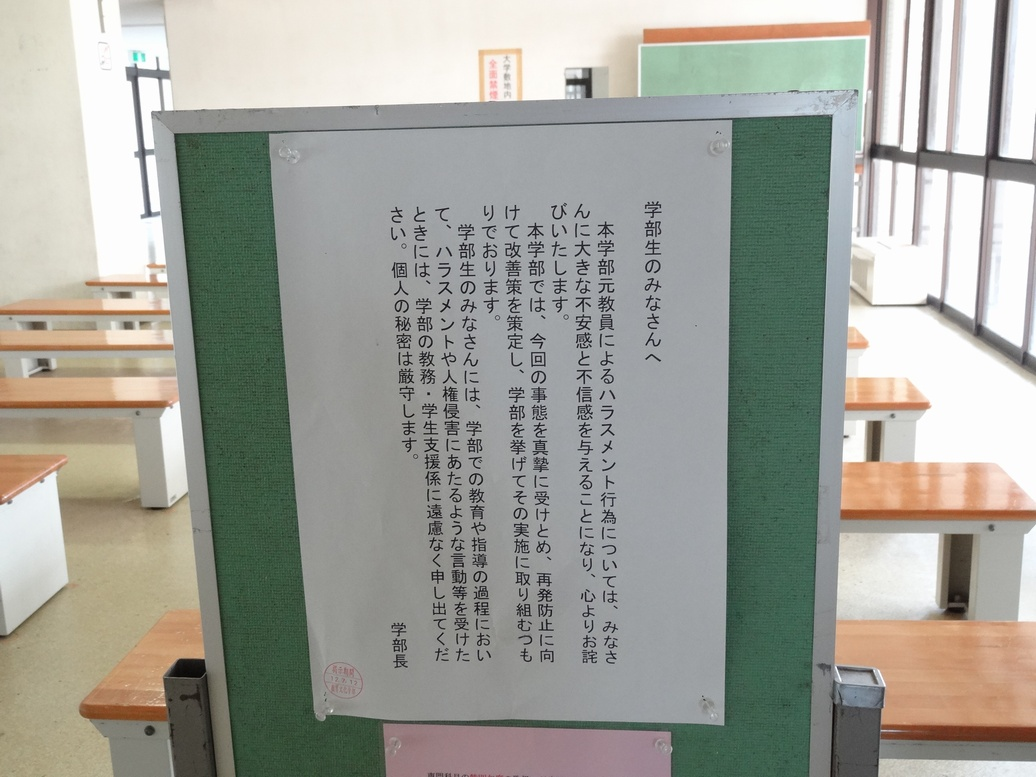
教育文化学部長が学部生向けに発表した声明文（2012年7月12日公開）

2012年3月末に退職した教育文化学部の40歳代の男性准教授が、複数の女子学生に対し半裸写真を撮影させ、卒業論文に掲載させ提出させるなどのセクハラ行為をしていたことが、同年6月28日に公表された。この准教授が既に退職していて懲戒処分ができなくなっているため、懲戒解雇に相当するとして、退職金の不支給を決めた。准教授側は当案件について否定し、退職金と慰謝料を求めて大学側を提訴する意向を示した。元准教授は2012年4月より都留文科大学にて教授として勤務していたが、同大学は7月18日に当案件を理由に同月31日付での解雇を決定した。

#### 裁判の経過
その後、元准教授は2012年に事実無根として大学を提訴した。2014年、一審の宮崎地裁は准教授の訴えを棄却したものの、福岡高裁宮崎支部は准教授の訴えを認めセクハラ行為がなかったことを認定し大学に約313万円の支払いを命じた。2016年、最高裁判所もこの判決を支持し大学側の上告を退け、准教授の勝訴が確定した。その後、地位保全の仮処分申請が認められ、解雇はすぐに無効になり、引き続き地位確認などを求めた裁判では、高裁で和解が成立している。一方で、宮崎大学は虚偽の告発を行った教員や関係者に対し、いまだ何の処分もしていない。2017年、大学は文部科学省からの打診に応じる形で第三者機関を設置し検証を進めているが、具体的な時期や体制などは明らかにしていない。

### 研究費不正受給
地域資源創成学部の准教授によって架空請求によるカラ出張及び水増し請求等の不正行為があったと公的研究費不正防止計画推進室会議にて認定された。
同大准教授に着任した2015年10月～2018年11月（4年間）、主に航空券の領収書を偽造する手口で、カラ出張や虚偽の出張期間を41回申告し、278万8千円余を不正に受け取っていた。出張としてカラ出張（虚偽出張）の際に、学生にも虚偽の理由で説明し、休講・補講するなどしていた。大学は当該准教授を停職3カ月の懲戒処分とした。